# Beameromyia lacinia
Beameromyia lacinia là một loài ruồi trong họ Asilidae. Beameromyia lacinia được Martin miêu tả năm 1957. Loài này phân bố ở vùng Tân Bắc giới.